# Luka
«Luka» — песня Сюзан Веги. Была выпущена как сингл в 1987 году. Также вошла в альбом Solitude Standing.
Песня достигла 3 места в США в Billboard Hot 100 и остаётся её самым большим хитом в стране и песней, по которой её там больше всего знают.
Также в США песня была номинирована на 3 премии «Грэмми» (за 1987 год, церемония 1988 года): в номинациях «Запись года» и «Песня года» и «Лучшая женская вокальная работа в жанре поп-музыки».

## Тема песни
Тема песни — физическое насилие над ребёнком в семье. Песня поётся от имени мальчика, которого, как очевидно из текста, песни, избивают, но он не может никому об этом рассказать.
Мальчик по имени Лука существовал в действительности, он был среди детей, которые постоянно играли перед домом, где Сюзан Вега жила. Он чем-то выделялся, и она хорошо запомнила его лицо. Сюзан Веге казалось, что он немного отличался от других детей, но она почти ничего про него не знала. Рассказывая эту историю в 1987 году на шведском телевидении, она сказала, что не думает, что того реального мальчика обижали в его семье.

## Чарты
| Чарт (1987)                                                    | Наив. поз. |
| -------------------------------------------------------------- | ---------- |
| Австралия (Kent Music Report)                                  | 21         |
| Австрия (Ö3 Austria Top 40)                                    | 9          |
| Бельгия/Фландрия (Ultratop 50)                                 | 33         |
| Канада (RPM Top Singles)                                       | 5          |
| Франция (SNEP)                                                 | 24         |
| Ирландия (IRMA)                                                | 11         |
| Италия (FIMI)                                                  | 34         |
| Нидерланды (Dutch Top 40)                                      | 26         |
| Новая Зеландия (Recorded Music NZ)                             | 8          |
| Швеция (Sverigetopplistan)                                     | 2          |
| Великобритания (UK Singles Chart, The Official Charts Company) | 23         |
| США (Billboard Hot 100)                                        | 3          |
| США (Billboard Adult Contemporary)                             | 3          |
| США (Billboard Hot Mainstream Rock Tracks)                     | 15         |
| США (Billboard Hot Latin Songs)                                | 48         |